# Layhill
 (juillet 2025).
Layhill est une census-designated place située dans le comté de Montgomery, dans l’État du Maryland, aux États-Unis. Lors du recensement de 2020, elle comptait 5 764 habitants.